# 真仲恵吾
真仲 恵吾（まなか けいご、3月14日 - ）は、日本の男性声優。東京都出身。ぷろだくしょんバオバブ所属。

## 来歴
アミューズメントメディア総合学院声優学科卒業。

## 人物
資格は普通自動車免許。
趣味は映画鑑賞、音楽鑑賞、スポーツ観戦、ゲーム。

## 出演

### テレビアニメ
2007年
- Over Drive（観客）
- げんしけん2（試験官）

2008年
- 銀魂（隊士A、隊士B）
- ゼロの使い魔 〜三美姫の輪舞〜（生徒C）
- 逮捕しちゃうぞ フルスロットル（警官）
- テイルズ オブ ジ アビス（整備兵）
- ドラえもん（テレビ朝日版第2期）（2008年 - 2024年、ペットボトル、カメラマン、TV、男2、ナレーション 他）
- 乃木坂春香の秘密（2008年 - 2009年、セレブB、取り巻きA） - 2シリーズ
- のらみみ2（38号店職員）

2009年
- はじめの一歩 New Challenger

2010年
- あそびにいくヨ!（映像部 部長）
- キディ・ガーランド（アスクールの父）
- GIANT KILLING（丹波聡、葛城、カメラマン）

2013年
- 生徒会の一存 Lv.2（菊地）

2015年
- 名探偵コナン（2015年 - 2025年、清瀬隆、中丸銀次、九十九刑事）

### ゲーム
- 第3次スーパーロボット大戦Z 時獄篇（2014年）
- 幻影異聞録♯FE（2015年、沢藤頂天[3]、サジ[4]）

### ドラマCD
- 「Danza」PLUS「COPPERS」（リー）
  - 「Danza」PLUS「COPPERS」2
- 特殊戦闘員育成機関 ヒーローアカデミーJ（元同級生）
- 魔法少年マジョーリアン（イオリの父）

### 吹き替え

#### 映画
- ハッチング・ピート（フロイド）
- フランドル
- ルークの終わらない夏（スネーク）

#### テレビドラマ
- ヴェロニカ マーズ2（ケリー）
- クリミナル・マインド FBI行動分析課
- コールドケース（若いハック）
- ゴシップガール（アッシャー・ホーンズビー、トリップ・ヴァンダービルト/アーロン・トヴェイト）
- サマンサ Who?
- The O.C. シーズン4（スペンサー）
- デスパレートな妻たち
- BAD LOVE〜愛に溺れて〜（ジョンソン）
- HEROES/ヒーローズ シーズン2（ウエスト・ローゼン）
- フラッシュポイント -特殊機動隊SRU-（サイモン）
- ミス・マープル2 スリーピング・マーダー
- ミディアム5 霊能者アリソン・デュボア（デイヴィッド・ブルワー）
- BONES/ボーンズ シーズン4（ウェンデル・ブレイ）

### ナレーション
- アメリカンホームダイレクト（TV-CF）
- 関西子供探検隊
- 国際福祉機器展 H.R.C 2007（PV）
- これさえできれば誰でもヒーロー
- 草加トレック2nd,3rdシーズン CGアニメ（ナレーション、せんべい大使）
- PCSA 外壁建築工事説明PV
- ビーダマン（店頭用PV・TV-CF）

### 映像
- 三井住友海上プライマリー生命保険 配布用DVD（銀行員、キャスター）
- 私をパチンコに連れていって パチンコドラマ（初音ママ）

### 舞台
- 入居者募集! みどり荘〜毎日なんだか大騒ぎ〜
- 四谷怪談〜焔〜